# Justin Roberson
Justin Raashard Roberson (Natchitoches, 8 luglio 1993) è un cestista statunitense.

## Palmarès

### Squadra
- Campionato svizzero: 1

Fribourg Olympic: 2018-19
- Coppa di Svizzera: 1

Fribourg Olympic: 2018
- Supercoppa di Svizzera: 1

Fribourg Olympic: 2016
- Superleague-1: 1

Uralmash: 2021-22
- UAE Basketball League: 1

Sharjah: 2024-2025
- UAE Federetion Cup: 1

Sharjah: 2025

### Individuale
- MVP Superleague-1: 1

2021-22
- Performance of the Season VTB United League: 1

2022-23